# Pasha Parfeny

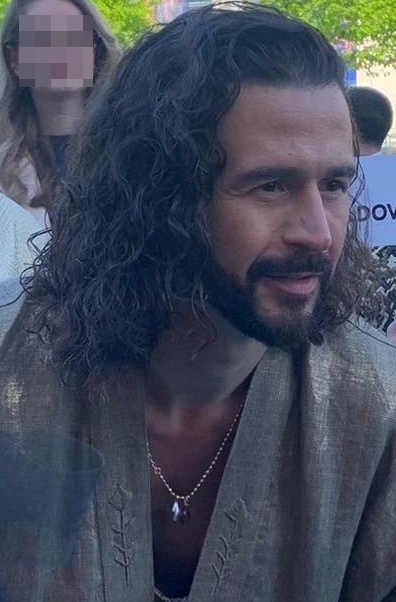
Pasha Parfeny (2023)

Pasha Parfeny, eigentlich Pavel Parfeni, (* 30. Mai 1986 in Orhei) ist ein moldauischer Sänger und Komponist im Bereich der Popmusik.

## Leben
Parfeny war lange Mitglied der Gruppe SunStroke Project, mit der er 2009 am moldauischen Vorentscheid zum Eurovision Song Contest 2009 in Moskau teilnahm. Später begann er eine Solokarriere und nahm an internationalen Festivals teil. 2011 belegte er mit seinem Song Dorule den dritten Platz beim moldauischen Vorentscheid zum Eurovision Song Contest 2011. Am 11. März 2012 wurde sein Lied Lăutar ›Musikant‹ als moldauischer Beitrag zum Eurovision Song Contest 2012 gewählt, der in Baku stattfand. Parfeny qualifizierte sich im ersten Halbfinale am 22. Mai für das Finale am 26. Mai. Dort erreichte er den elften Platz.
Beim Eurovision Song Contest 2013 war Parfeny ebenfalls zugegen, indem er die Interpretin Aliona Moon am Piano unterstützte. Auch sie erreichte im Finale Platz 11.
Am 4. März 2023 gewann Parfeny die Etapa Națională 2023 mit dem Titel Soarele și luna. Dadurch war er berechtigt, die Republik Moldau beim Eurovision Song Contest 2023 in Liverpool zu vertreten. Er qualifizierte sich für das Finale am 13. Mai und belegte dort den 18. Platz.

## Diskografie

### Singles
- 2012: Lăutar
- 2023: Soarele și luna